# Norfolk (Nebraska)
Norfolk je grad u američkoj saveznoj državi Nebraska. Prema popisu stanovništva iz 2010. u njemu je živjelo 24,210 stanovnika.